# Tanztheater Pina Bausch
Tanztheater Pina Bausch är ett kompani för modern dans i Wuppertal i storstadsregionen Rhen-Ruhr i det tyska förbundslandet Nordrhein-Westfalen. Kompaniet bildades av koreografen Pina Bausch 1973 som en ensemble inom Wuppertaler Bühnen. Vid en omorganisation 1996 frigjordes danskompaniet och blev en fristående dansteater.
Tanztheater Pina Bausch har bidragit till förnyelse av den moderna dansen genom att förena dans och teater. Kompaniet har genomfört flera turnéer i Europa och har haft stort inflytande på utvecklingen inom såväl modern dans som inom teatern.
I Sverige har Pina Bauschs estetik haft betydelse för bl.a. regissören Suzanne Osten och koreografen och regissören Birgitta Egerbladh.
Kompaniet medverkar i Pedro Almodóvars film Tala med henne och Pina Bausch själv spelar en roll i Federico Fellinis Och skeppet går.